# Prosopocera aristocratica
Prosopocera aristocratica es una especie de escarabajo longicornio del género Prosopocera, categorizada en la tribu Prosopocerini, de la subfamilia Lamiinae. Fue descrita por Thomson en 1858.

## Descripción
Mide 17-25 mm de longitud.

## Distribución
Se distribuye por Benín, Camerún, Costa de Marfil, Gabón y Nigeria.